# Andrzej Gajewski (lekarz)
Andrzej Jerzy Gajewski (ur. 11 kwietnia 1944 w Warszawie, zm. 29 sierpnia 2016 w Białymstoku) – polski radiolog, nauczyciel akademicki i polityk, doktor nauk medycznych, wojewoda białostocki (1994–1997).

## Życiorys
Syn Jerzego i Haliny. Studiował na Wydziale Lekarskim Akademii Medycznej w Białymstoku (1966–1972). Uzyskał specjalizację z zakresu radiologii oraz radiodiagnostyki. Doktoryzował się w zakresie nauk medycznych. Po ukończeniu studiów pracował na macierzystej uczelni jako asystent, starszy asystent i wykładowca (do 1981), następnie w Zakładzie Radiologii. Pełnił obowiązki dyrektora Państwowego Szpitala Klinicznego im. Jerzego Sztachelskiego w Białymstoku (1988–1994). Od lutego do października 1994 zajmował stanowisko wicewojewody białostockiego, następnie do czasu odwołania w 1997 pełnił funkcję wojewody. Po odejściu z tego urzędu pracował ponownie na Akademii Medycznej w Białymstoku. Od 2002 był dyrektorem podlaskiego oddziału PFRON. Wykładał w Państwowej Wyższej Szkole Zawodowej w Suwałkach.
Był członkiem głównej komisji rewizyjnej Stowarzyszenia „Ordynacka”.
W 1997 otrzymał Krzyż Kawalerski Orderu Odrodzenia Polski.